# Anellament d'ocells

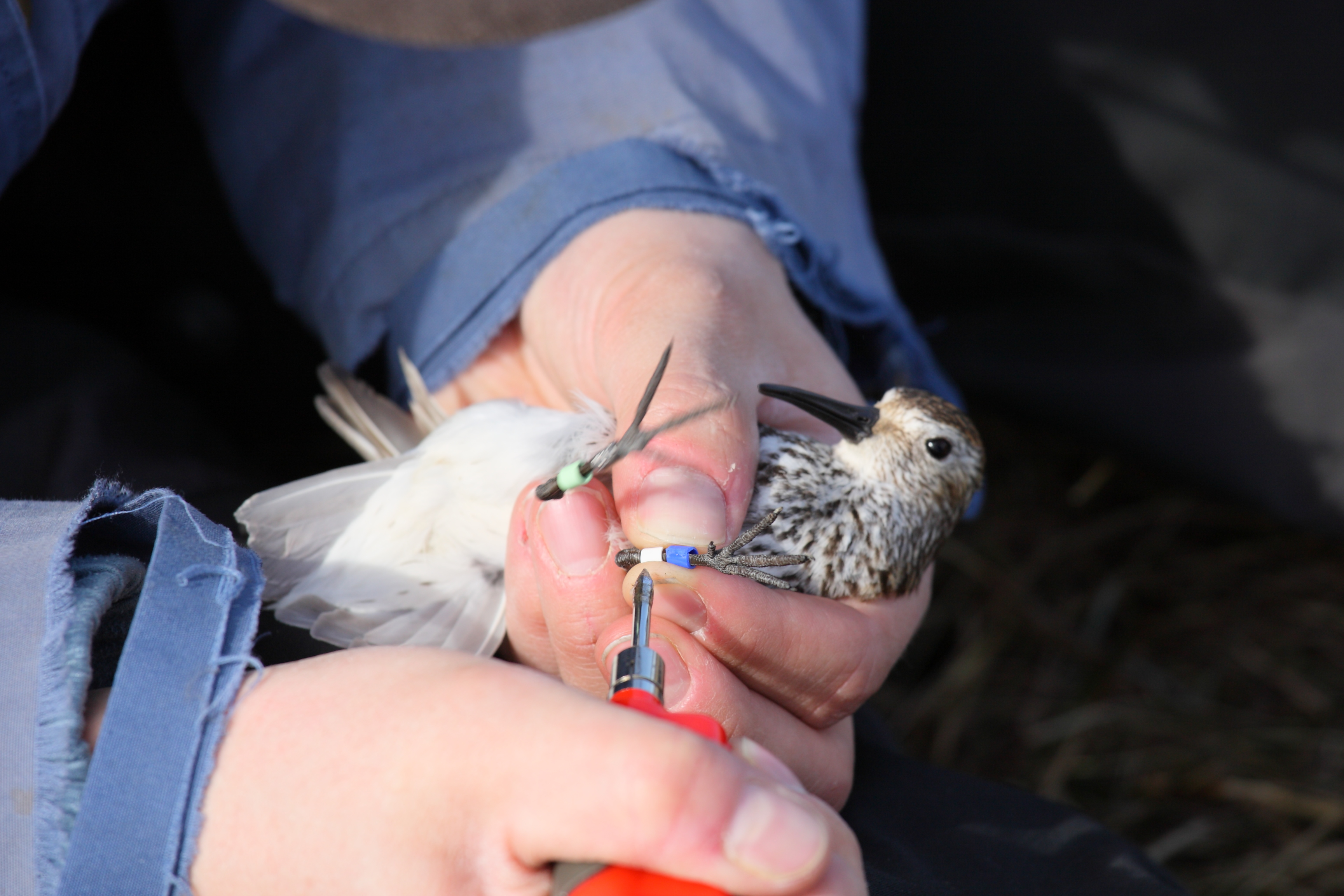
Calidris alpina schinzii. Matsalu.

L'anellament d'ocells o anellament científic d'ocells és una tècnica utilitzada en l'estudi dels ocells feréstecs, afegint una petita anella de metall o plàstic, amb un codi numèric únic, a les seves potes. D'aquesta manera diversos aspectes de la vida dels ocells poden ser estudiats gràcies a la possibilitat de retrobar el mateix individu anellat. Alguns d'aquests aspectes poden ser: migració, longevitat, mortalitat, estudis de població, territorialitat, comportament alimentari, i altres aspectes que són estudiats pels ornitòlegs.

## Tècniques

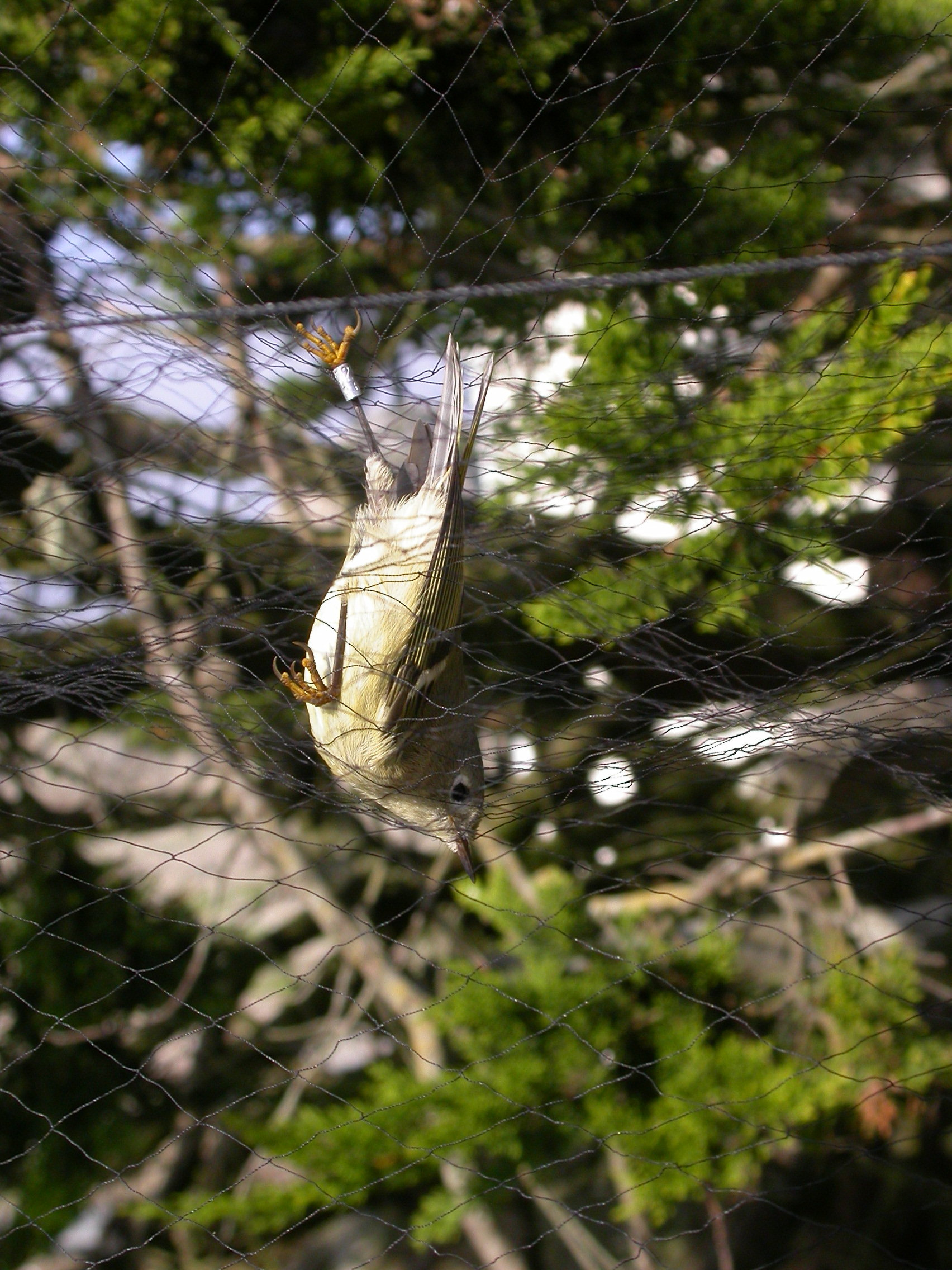
Un exemplar de Regulus calendula anellat i recapturat en una xarxa japonesa

Els ocells són anellats al niu o després de ser atrapats amb una fina xarxa japonesa o altres mètodes de captura no lesius.
Quan un ocell es captura, es col·loca un anella d'una mida adequada (normalment feta d'alumini o algun altre material lleuger) a la seva pota. Aquesta anella conté un número únic, així com una adreça de contacte. L'ocell sovint és pesat i mesurat, examinat segons quines són les dades rellevants del projecte d'anellament en qüestió, i llavors és alliberat. Les anelles són molt lleugeres i estan pensades perquè els ocells no pateixin cap efecte advers. De fet, tota la base del sistema d'anellament per obtenir informació sobre els ocells és que els ocells anellats no tinguin cap problema en comportar-se de la mateixa manera que els ocells sense anelles. Així doncs, els ocells anellats poden ser identificats un cop recapturats o trobats morts.
Quan un ocell anellat és trobat i el número d'anella és llegit i enviat a l'anellador o a l'organització corresponent, s'anomena recuperació de l'anella o control. L'ornitòleg que troba l'ocell pot contactar a l'adreça de l'anella, donar el número únic, i saber quins han estat els moviments de l'ocell.
L'entitat organitzadora, a través de la posada en comú de diversos informes, pot determinar els patrons de moviment dels ocells per grans poblacions. Científics i investigadors poden obtenir també informació per utilitzar en les seves recerques relacionades amb ocells.

## Història
Quintus Fabius Pictor va ser el primer, que es coneix, que va intentar marcar un ocell. Aquells oficials romans, durant les guerres púniques cap a l'any 218-201 aC, van rebre un corb provinent d'una guarnició assetjada, el que suggereix que aquest mètode era una pràctica establerta. Pictor va lligar un fil a la pota de l'ocell per retornar el missatge. Un cavaller interessat en carreres de carros durant el temps de Plini (1 dC) prendria els corbs a Volterra, a 217 km de distància i els va alliberar amb la informació dels guanyadors de la carrera. L'Ecuyer va arribar a marcar centenars de corbs durant la seva vida mentre que l'interès de Pictor va disminuir ràpidament.
Els falconers de l'edat mitjana col·locaven plaques als seus falcons amb els segells dels seus amos. Des de l'any 1560 aproximadament, els cignes eren marcats amb un tall al bec (marca de cigne).
Una cigonya blanca amb una fletxa clavada (denominat com pfeilstorch a Alemanya) de tribus africanes va ser trobada a Alemanya l'any 1822 fet que va constituir una de les primeres evidències de les llargues distàncies que recorren els ocells migratoris europeus.
Però és al 1777 quan es fa la primera recuperació d'un ocell. Anellat a Irlanda i recuperat i documentat per un notari a l'Empordà, a Catalunya.
L'anellament d'ocells per a interès científic es va iniciar el 1899 gràcies a Hans Christian Cornelius Mortensen, un mestre d'escola danès. Ell va utilitzar anelles de zinc en Estornells comuns. Els primers esquemes de faixa van ser establerts a Alemanya per Johannes Thienemann el 1903 al Rossitten Bird Observatory a la Costa Bàltica de l'Est de Prússia. El van seguir Hongria el 1908, Gran Bretanya el 1909 (per Arthur Landsborough Thomson a Aberdeen i Harry Witherby a Anglaterra), Iugoslàvia el 1910 i els Països Escandinaus entre el 1911 i el 1914. A l'Amèrica del Nord John James Audubon i Ernest Thompson Seton van ser pioners encara que el seu mètode de marcatge d'ocells era diferent de l'anellament modern. Audubon va lligar fils de plata a les potes d'exemplars juvenils de Sayornis phoebe l'any 1803 mentre que Seton va marcar Plectrophenax nivalis a Manitoba (Canadà) amb tinta l'any 1882.

## Altres tècniques de marcatge i anellament

### Marcatge a les ales

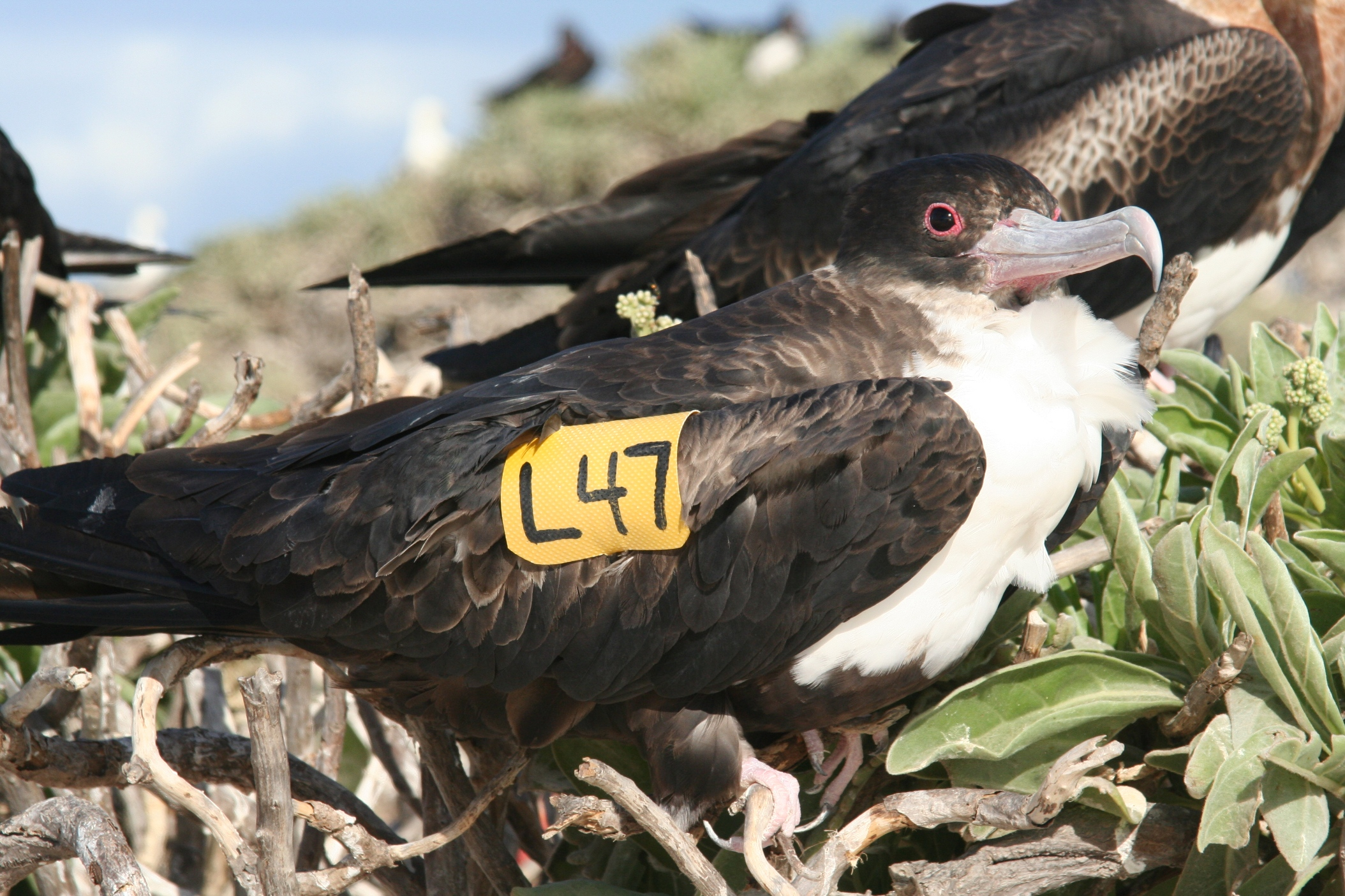
Aquesta femella de Fregata gran ha estat etiquetada a les ales com a part d'un estudi de cria

En alguns estudis que involucren grans ocells tals com àguiles, s'utilitzen etiquetes de color i brillants de plàstic que són col·locades a les plomes de les ales. Cada una té una combinació de lletres i colors única que identifiquen l'exemplar. Aquesta etiqueta pot ser llegida al camp, a través de binocles, de manera que no cal recapturar els ocells. Quan l'ocell muda el plomatge, es perd l'etiqueta. Imping és la pràctica de reemplaçar una ploma normal per una altra falsa acolorida i prou brillant. El marcatge patagial és un mètode d'etiquetatge permanent que es manté a l'ala gràcies a un rebló fixat al patagi.

### Radio transmissors i seguiment per satèl·lit
Allà on es necessita informació detallada sobre els moviments individuals, un petit radiotransmissor pot ser col·locat en els ocells. Per petites espècies el transmissor es col·loca com una 'motxilla' sobre la base de les ales, i per a grans espècies es pot col·locar en les plomes de la cua o a les potes. Ambdós tipus normalment tenen una petita antena (10 cm) flexible per millorar el senyal. Al camp, es necessiten dos receptors (llegint la distància i direcció) per establir la posició de l'ocell usant triangulació des del terra. La tècnica és útil per traçar moviments curts, particularment en un entorn de vegetació densa (p. ex.: selva tropical) o bé per a espècies tímides o difícils de detectar, ja que es poden localitzar els ocells a distància sense confirmació visual.
.
L'ús de transmissors per satèl·lit per a moviments d'ocells està actualment restringit per la mida del transmissor - per a espècies que pesin més de 400 g. Aquest tipus de transmissors es poden col·locar a ocells migratoris (oques, cignes, grues, pingüins, etc.) o altres espècies que es moguin a llargues distàncies, on es poden seguir mentre duri la bateria del transmissor. En el cas dels transmissors col·locats a les ales poden estar dissenyats per despendre's a la vegada que l'ocell muda el plomatge, o bé, es pot recuperar quan es recaptura l'individu.
.

### Marques de lectura a distància
Aquest tipus d'anelles normalment estan fetes de plàstic i colors brillants que també poden tenir marques vistoses en forma de lletres i/o números. Són utilitzats per biòlegs que treballen en el camp identificant ocells sense haver-los de recapturar de manera que els ocells no veuen afectat el seu comportament.
Els anells que són suficientment llargs per incorporar nombres estan restringits als grans ocells, encara que si una espècie lleugerament més petita requereix dur un codi identificador està permès. Per espècies petites (p. ex.: la majoria de passeriformes), els individus es poden identificar utilitzant una combinació de petits anells de diferents colors, que són llegits en un ordre específic. La majoria de marques de colors d'aquest tipus són considerades temporals, ja que els anells es degraden, es poden perdre o el mateix ocell se'n pot desfer, de manera que s'acostumen a col·locar anells de metall permanents.

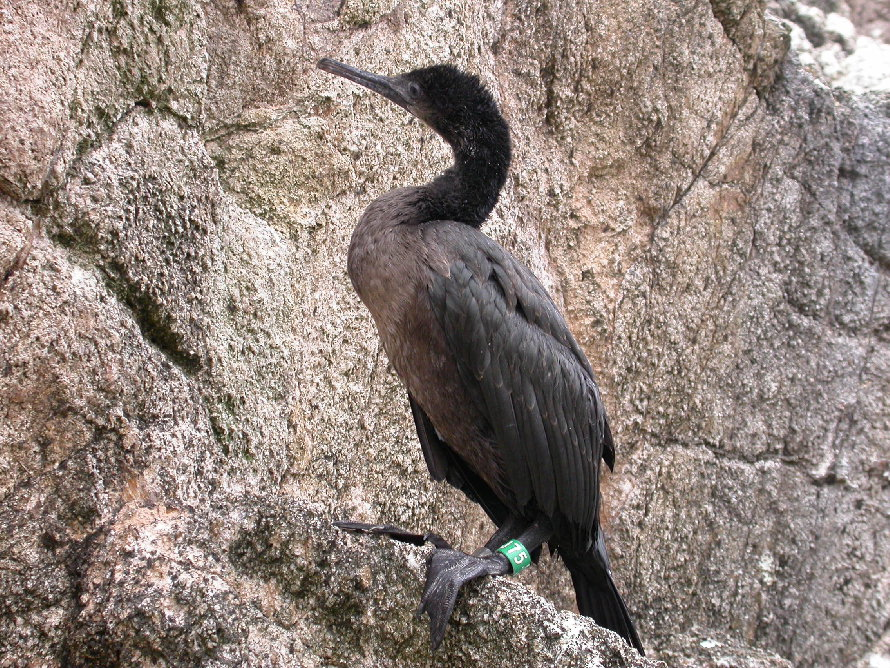
Un Corb marí de Brandtamb un anell visible verd J75.
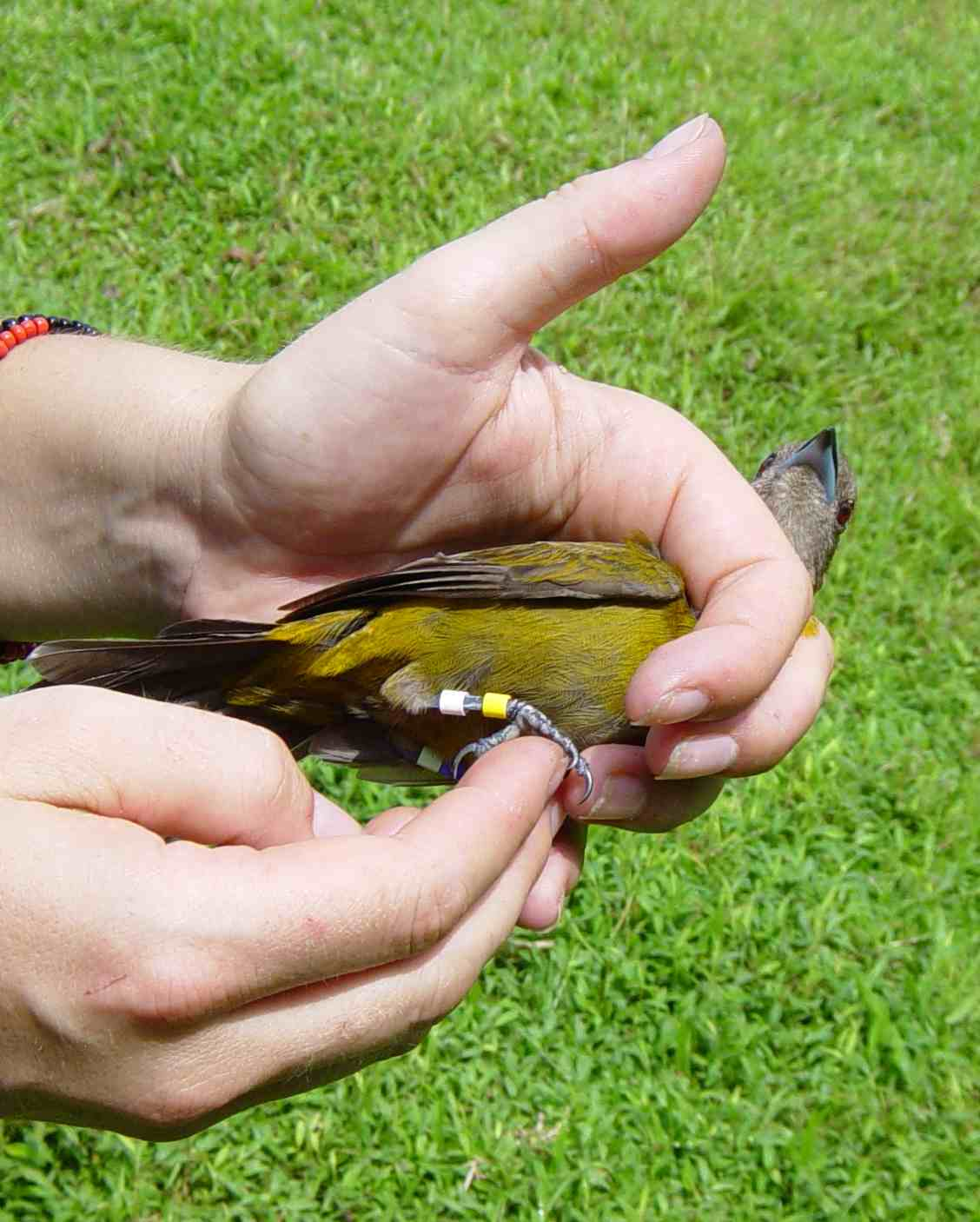
Un Ramphocelus passerinii portant quatre anells amb la combinació Verd/Blau, Blanc/Groc.
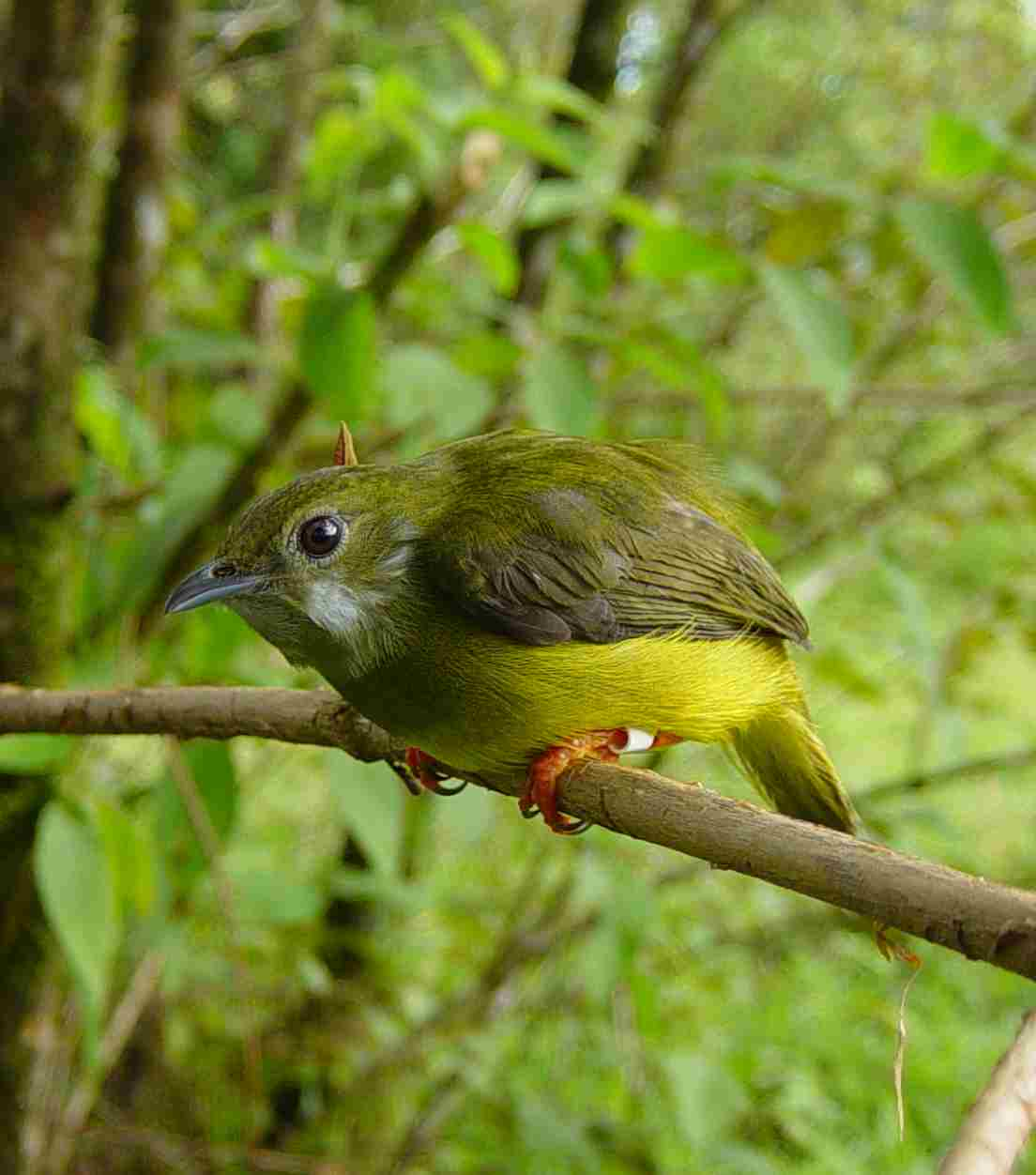
Un Manacus candei (mascle juvenil) portant anells de colors a Costa Rica.
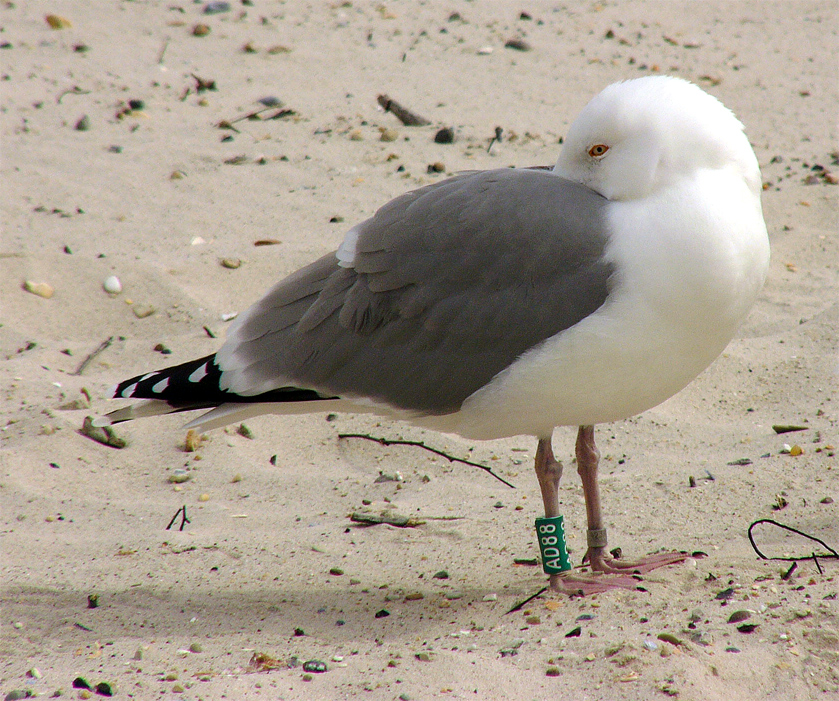
Un Gavià argentat de potes roses anellat amb anells de colors.

### Banderoles
Una tècnica similar a les anelles de colors són les banderoles col·locades a les potes (en anglès: leg-flags) que s'utilitzen adicionalment de les anelles metàl·liques numerades. Encara que les banderoles a vegades poden tenir codis individuals, el més usual és utilitzar codis pels llocs on els ocells van ser capturats per saber les seves rutes migratòries i zones de descans. L'ús d'un codi de colors en les banderes de potes forma part d'un programa internacional, originat a Austràlia l'any 1990, pels estats de la Ruta d'Àsia Oriental - Australàsia per identificar les rutes i zones importants utilitzades pels limícoles migratoris.

### Altres marcadors
Les marques al cap i al coll són força visibles, i es poden utilitzar en espècies que tenen les potes poc visibles (tals com ànecs i oques). Els Discos Nasals i les Cadires de muntar nasals es poden usar en aquelles espècies que tenen narius perforades, tot i que no s'haurien d'utilitzar si aquests marcatges obstrueixen la respiració, o bé aquestes espècies viuen en zones fredes on l'acumulació de gel en el marcador podria tapar les narius. Els collars fets d'un material expansible i d'un plàstic aïllant són molt útils per a grans ocells tals com oques i cignes.

## Alguns resultats

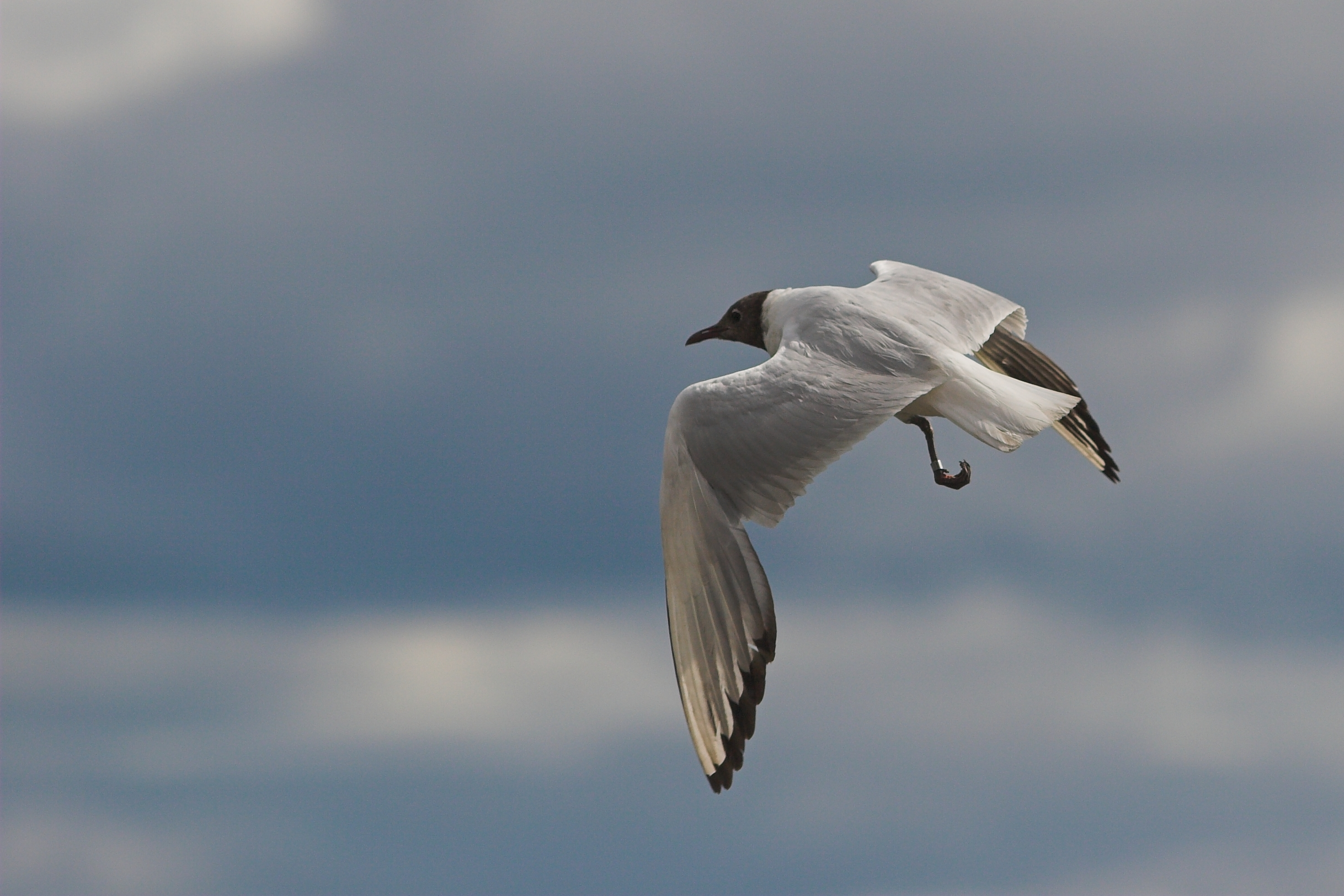
Una gavina riallera anellada volant

Un xatrac àrtic va ser anellat quan encara era un poll i no tenia la capacitat de volar a les Illes Farne, a la costa de Northumberland (Est de Gran Bretanya) l'estiu de 1982. A l'octubre del mateix any es va poder trobar a Melbourne, Austràlia, després d'un viatge oceànic de més de 22.000 km, només tres mesos després d'haver après a volar.
Una baldriga pufí va ser anellada d'adulta, a l'edat d'uns 5 anys, criant a les Illes Copeland, Irlanda del Nord. Actualment és l'ocell salvatge més gran que es coneix al món: va ser anellada al Juliol de 1953 i recapturada el Juliol del 2003, amb una edat mínima de 55 anys. Altres estudis han demostrat que les Baldrigues pufí migren al llarg de més de 10.000 km fins a les aigües del sud de Brasil i Argentina a l'hivern, així doncs, aquest ocell ha viatjat un mínim d'1.000.000 km, sense contar els vols de pesca diaris.
Les activitats d'anellament acostumen a estar regulades per entitats nacionals, però ja que els ocells anellats es poden trobar en altres països, existeixen consorcis on s'assegura la recol·lecció de les dades i informes. Al Regne Unit, l'anellament d'ocells és organitzat pel British Trust for Ornithology. A l'Amèrica del Nord el US Bird Banding Laboratory col·labora amb programes Canadencs i des del 1996, són socis amb el North American Banding Council (NABC). L'European Union for Bird Ringing (EURING) consolida la informació d'anellament de diversos programes nacionals a Europa. A Austràlia, l'Australian Bird and Bat Banding Scheme gestiona tota la informació d'anellament d'ocells i ratpenats, mentre que SAFRING gestiona les activitats d'anellament de Sud-àfrica. L'anellament d'ocells a l'Índia es gestiona gràcies al Bombay Natural History Society. BirdRing anella al Neotròpic, Asia i Àfrica. El National Center for Bird Conservation CEMAVE coordina aquesta mena d'activitats al Brasil.

### Obres en català
Hi ha molta literatura sobre ocells en llengua catalana. Dues de les guies de camp que més usen els ornitòlegs a casa nostra són:
- Roger Tory Peterson, Guy Mountfort i P.A.D. Hollom: Guia dels ocells dels Països Catalans i d'Europa, traducció i adaptació del text original en anglès (Collins Field Guide to Birds of Britain and Europe) coordinada per Jordi Sargatal, amb l'equip de traducció i adaptació: Francesc Anton, Rosa Llinàs, Deli Saavedra, Jordi Sargatal i Erich Streich. Barcelona: Edicions Omega, 1995, p. 191-193. ISBN 84-282-1034-9; ISBN 9788428210348

Recomanable especialment per aquells que cerquen equivalències dels noms d'ocells en altres idiomes, perquè proporciona el nom no només en català, sinó també en castellà; en eusquera, gallec, portuguès (aquests últims tres no apareixen a totes les entrades); i en italià, francès, anglès i alemany, i òbviament el nom científic en llatí. També inclou els noms dels ocells en balear, quan s'escau, tot i que no inclou les variants valencianes. A l'índex alfabètic hi apareixen tots els noms en tots els idiomes.
- Jonsson, Lars: Ocells d'Europa, amb el Nord d'Àfrica i l'Orient Mitjà. Edició original en suec (Lars Jonnsons Fåglar), traducció i adaptació de l'anglès per Erich Streich, Frederic Streich, Deli Saavedra, Rosa Llinàs i Jordi Sargatal. Barcelona: Edicions Omega, 1994, p. 328. ISBN 84-282-1008-X; ISBN 9788428210089

Recomanable per la seva facilitat d'ús: hi ha la descripció de l'ocell, el dibuix i el mapa de distribució tot a la mateixa pàgina. Ara bé, només té l'equivalència del nom de l'ocell en castellà. A l'índex alfabètic només apareixen els noms en català i en llatí.
Com a obra més descriptiva, també hi ha, per exemple:
- Lalueza i Fox, Jordi: El llibre dels ocells de Catalunya. Editorial De Vecchi - Edicions Cap Roig, Barcelona, 1987, pàgina 70. ISBN 84-315-0434-X.

### Obres en anglès
- Knox, A.G. 1982. "Ringing pioneer". BTO News No. 122, p. 8.
- Knox, A.G. 1983. "The location of the Ringing Registers of the Aberdeen University Bird-Migration Inquiry". Ringing and Migration 4: 148.
- Martin-Löf, P. «Mortality rate calculations on ringed birds with special reference to the Dunlin Calidris alpina». Arkiv för Zoologi (Zoology files), Kungliga Svenska Vetenskapsakademien (The Royal Swedish Academy of Sciences) Serie 2, Band 13, 21, 1961.